# Powiat radziejowski
Powiat radziejowski – powiat w Polsce (w południowej części województwa kujawsko-pomorskiego), reaktywowany w 1999 roku w ramach reformy administracyjnej. Jego siedzibą jest miasto Radziejów.

## Podział administracyjny
W skład powiatu wchodzą:
- gmina miejska: Radziejów
- gmina miejsko-wiejska: Piotrków Kujawski
- gminy wiejskie: Bytoń, Dobre, Osięciny, Radziejów i Topólka
- miasta: Radziejów i Piotrków Kujawski

## Historia
Na obszarze obecnego powiatu radziejowskiego już od XIII wieku istniał ośrodek władzy jakim była kasztelania. Powiat radziejowski jako jednostka administracyjna istniał od drugiej połowy XIV wieku (w XVII wieku starostą radziejowskim był Stefan Czarniecki) aż do 1870 roku, kiedy to na skutek represji carskich po powstaniu styczniowym został zlikwidowany.
Powiat radziejowski został powołany dnia 1 stycznia 1956 roku w województwie bydgoskim, czyli 15 miesięcy po wprowadzeniu gromad w miejsce dotychczasowych gmin (29 września 1954) jako podstawowych jednostek administracyjnych PRL. Na powiat radziejowski złożyły się 1 miasto i 31 gromad, które wyłączono z powiatu aleksandrowskiego w tymże województwie:
- miasto Radziejów
- gromady Biskupice, Bieganowo, Boguszyce, Bronisław, Budzisław, Bycz, Byczyna, Dobre I, Kamieniec, Kościelna Wieś, Krzywosądz, Lubsin, Mąkoszyn, Morzyczyn, Nowy Dwór, Osięciny, Ośno Górne, Paniewo, Pilichowo, Piotrków Kujawski, Płowce I, Pocierzyn, Połajewo, Powałkowice, Przewóz, Sadlno, Szewce, Świątniki, Tomisławice, Topólka, Witowo Nowe i Zakrzewek

1 stycznia 1958 roku do powiatu radziejowskiego przyłączono gromadę Zagajewice z powiatu aleksandrowskiego.
1 stycznia 1973 roku zniesiono gromady i osiedla, a w ich miejsce reaktywowano gminy. Powiat radziejowski podzielono na 1 miasto i 7 gmin:
- miasto Radziejów
- gminy wiejskie: Dobre, Nowy Dwór, Osięciny, Piotrków Kujawski, Radziejów, Topólka i Wierzbinek

Po reformie administracyjnej obowiązującej od 1 czerwca 1975 roku główna część terytorium zniesionego powiatu radziejowskiego weszła w skład nowo utworzonego województwa włocławskiego; jedynie gminę Wierzbinek przyłączono do nowego województwa konińskiego.
15 stycznia 1976 roku zniesiono gminę Nowy Dwór, a jej tereny przyłączono do gmin Osięciny, Piotrków Kujawski, Radziejów i Topólka; równocześnie do gminy Dobre przyłączono większą część sołectw ze znoszonej gminy Zakrzewo. 1 stycznia 1977 roku z gminy Wierzbinek wyłączono sołectwo Goplana i włączono je do gminy Skulsk.
1 października 1982 roku utworzono w województwie włocławskim gminę Bytoń (gmina istniała także do 1954 roku w powiecie aleksandrowskim w województwie bydgoskim) z terenów wydzielonych z gmin Osięciny, Piotrków Kujawski, Radziejów i Topólka; gmina Bytoń była w praktyce obszarowym odpowiednikiem zniesionej w 1976 roku gminy Nowy Dwór. Tego samego dnia reaktywowano też gminę Zakrzewo, co spowodowało, że gmina Dobre (a także gmina Koneck) została mocno okrojona o tereny, z których utworzono nową gminę). 1 stycznia 1988 roku do miasta Radziejowa przyłączono część obszaru wsi Czołów (o powierzchni 25,54 ha) z gminy Radziejów.
1 stycznia 1992 roku dokonano podziału wspólnych organów działających w mieście i gminie Radziejów, a 27 listopada 1996 roku miasto Radziejów określono jako gmina miejska. 1 stycznia 1998 roku prawa miejskie (utracone w 1870 roku) odzyskał Piotrków Kujawski, co sprawiło, że gminę wiejską Piotrków Kujawski przekształcono w gminę miejsko-wiejską.
Wraz z reformą administracyjną z 1999 roku w nowym województwie kujawsko-pomorskim przywrócono powiat radziejowski. W porównaniu z obszarem z 1975 roku powiat został zmniejszony o gminę Wierzbinek, która znalazła się w powiecie konińskim w województwie wielkopolskim. Administracyjnie dawną gminę Nowy Dwór zastąpiła gmina Bytoń.
W porównaniu z obszarem z 1956 roku część dawnych gromad leży obecnie w powiecie konińskim w województwie wielkopolskim (Boguszyce, Mąkoszyn, Morzyczyn, Sadlno, Tomisławice i Zakrzewek w gminie Wierzbinek oraz Ośno Górne w gminie Sompolno) – pozostałe są ponownie w powiecie radziejowskim.

## Demografia
Liczba ludności (dane z 30 czerwca 2005):
|        | Ogółem | Ogółem | Kobiety | Kobiety | Mężczyźni | Mężczyźni |
| osób   | %      | osób   | %       | osób    | %         |           |
| ------ | ------ | ------ | ------- | ------- | --------- | --------- |
| Ogółem | 42 300 | 100    | 21 411  | 50,62   | 20 889    | 49,38     |
| Miasto | 10 230 | 24,18  | 5343    | 12,63   | 4887      | 11,55     |
| Wieś   | 32 070 | 75,82  | 16 068  | 37,99   | 16 002    | 37,83     |

▶Wieś vs ▶miasto
Ogółem (▶k, ▶m)
Miasto (▶k, ▶m)
Wieś (▶k, ▶m)

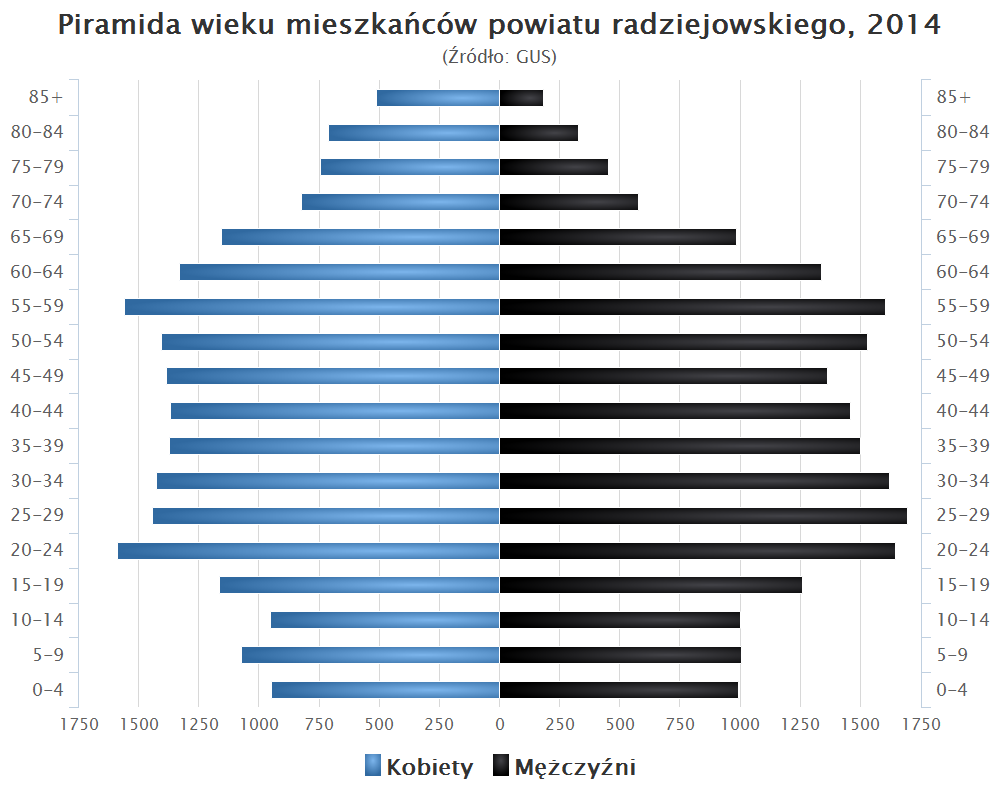
Piramida wieku mieszkańców powiatu radziejowskiego w 2014 roku

Według danych z 31 grudnia 2019 roku powiat zamieszkiwało 40 321 osób. Natomiast według danych z 30 czerwca 2020 roku powiat zamieszkiwało 40 211 osób.

## Transport

### Transport drogowy

#### Drogi krajowe
- 62 (Strzelno –  Radziejów – Włocławek – Płock – Wyszków – Siemiatycze)

#### Drogi wojewódzkie
- 266 (Ciechocinek – Aleksandrów Kujawski –  Radziejów – Piotrków Kujawski – Konin)
- 267 (Piotrków Kujawski – Ujma Duża)
- 301 (91 – Bądkowo –  Osięciny)

### Transport kolejowy
Przez teren powiatu przebiega magistrala węglowa. Po linii obecnie nie jest prowadzony ruch pasażerski.
- 131 (Tczew – Bydgoszcz Główna – Piotrków Kujawski – Górny Śląsk)

## Starostowie radziejowscy
Na podstawie źródła:
- Roman Szczerbiak (1 stycznia 1999 – 22 listopada 2002)
- Lucjan Walczak (22 listopada 2002 – 23 listopada 2006)
- Marian Zieliński (23 listopada 2006 – 30 października 2012)
- Henryk Gapiński (30 października 2012 – 28 listopada 2014)
- Jarosław Kołtuniak (28 listopada 2014 – nadal)

## Sąsiednie powiaty
- inowrocławski
- aleksandrowski
- włocławski
- kolski (wielkopolskie)
- koniński (wielkopolskie)